# Rostislav Harazin
Rostislav Harazin (* 10. září 1953) je český politik, bývalý senátor za obvod č. 64 – Bruntál, zastupitel obce Světlá Hora a člen KSČM.

## Vzdělání, profese a rodina
V roce 1972 absolvoval SZTŠ v Krnově. V roce 1990 vystudoval Vysokou školu politickou ÚV KSČ v Praze. Byl zaměstnán jako mechanizátor na Statku Světlá Hora. Je ženatý, má tři děti.

## Politická kariéra
V roce 1977 vstoupil do KSČ, po sametové revoluci přešel do KSČM.
V letech 1975–1977 působil jako poslanec MNV Světlá Hora, v letech 1977–1981 zastával funkci tajemníka MNV Světlá Hora, kterému v letech 1981–1990 předsedal. Mezi lety 1991–1994 vykonával post zástupce starosty obce Světlá Hora, které v letech 1994–2006 působil jako starosta. Od roku 2006 je řadovým zastupitelem.
Ve volbách 1996 kandidoval do Senátu, ovšem se ziskem 22,42 % hlasů skončil až třetí. Ve volbách 1998 se stal členem horní komory českého parlamentu, když v obou kolech porazil občanskou demokratku Janu Škrlovou. V senátu zasedal ve Výboru pro zdravotnictví a sociální politiku (1998–2002) a ve Výboru pro územní rozvoj, veřejnou správu a životní prostředí (2002–2004). Ve volbách 2004 svůj mandát obhajoval a přestože v prvním kole porazil kandidáta ODS Jiřího Žáka v poměru 28,40 % ku 23,90 % hlasů, tak ve druhém kole získal podporu 46,462 % hlasů a nebyl zvolen.
Před senátními volbami v roce 1998 se mj. chlubil i tím, že nechal opravit hodiny na kostele ve Světlé Hoře.